# Regional Rugby Championship 2017-2018
La Regional Rugby Championship 2017-18 fu la 11ª edizione della Regional Rugby Championship, competizione per club di rugby a 15 internazionale.
Il torneo fu vinto dal Nada.

## Squadre partecipanti
Furono selezionate 5 squadre di 3 nazioni in base al loro ranking della stagione precedente.
| Squadra                | Nazione              |
| ---------------------- | -------------------- |
| Nada                   | Croazia              |
| Čelik                  | Bosnia ed Erzegovina |
| Lubiana                | Slovenia             |
| Sinj                   | Croazia              |
| Zagrebački Ragbi Savez | Croazia              |

## Classifica finale
| Pos. | Squadra                | Città    | Nazione              |
| ---- | ---------------------- | -------- | -------------------- |
| 1.   | Nada                   | Spalato  | Croazia              |
| 2.   | Sinj                   | Signo    | Croazia              |
| 3.   | Lubiana                | Lubiana  | Slovenia             |
| 4.   | Zagrebački Ragbi Savez | Zagabria | Croazia              |
| 5.   | Čelik                  | Zenica   | Bosnia ed Erzegovina |